# Agrieșel
Agrieșel – wieś w Rumunii, w okręgu Bistrița-Năsăud, w gminie Târlișua. W 2011 roku liczyła 189 mieszkańców.